# 拉布尔贡斯
拉布尔贡斯（法語：La Bourgonce，法語發音：[la buʁɡɔ̃s] ⓘ）是法国大東部大區孚日省的一个市镇，属于孚日圣迪耶区。

## 地理
拉布尔贡斯（48°18'41"N, 6°49'38"E）面积16.56 平方千米，位于法国大東部大區孚日省，该省份为法国东北部内陆省份，北起默兹省和默尔特-摩泽尔省，西接上马恩省，南至上索恩省和贝尔福地区省，东临上莱茵省和下莱茵省。
与拉布尔贡斯接壤的市镇（或旧市镇、城区）包括：乌斯拉、让梅尼勒、莫尔塔涅、农帕特利兹、默尔特河畔圣米歇尔、拉萨勒、欧特雷。

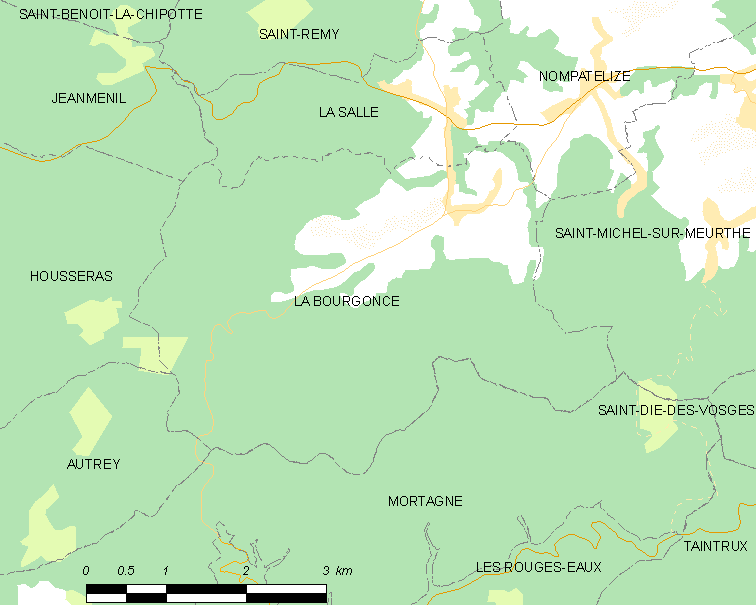
拉布尔贡斯的OSM定位图

拉布尔贡斯的时区为UTC+01:00、UTC+02:00（夏令时）。

## 行政
拉布尔贡斯的邮政编码为88470，INSEE市镇编码为88068。

## 政治
拉布尔贡斯所属的省级选区为孚日圣迪耶第一县。

## 人口

1962-2008年间拉布尔贡斯人口变化图示

拉布尔贡斯于2022年1月1日时的人口数量为862人。